# Dischisma struthioloides
Dischisma struthioloides är en flenörtsväxtart som beskrevs av Killick. Dischisma struthioloides ingår i släktet Dischisma och familjen flenörtsväxter. Inga underarter finns listade i Catalogue of Life.